# Новий Іржавець
Но́вий Іржа́вець — село в Україні, у Оржицькій селищній громаді Лубенського району Полтавської області. Населення становить 409 осіб. До 2020 орган місцевого самоврядування — Чутівська сільська рада.

## Географія
Село Новий Іржавець знаходиться на берегах річки Ржавець, вище за течією примикає село Старий Іржавець, нижче за течією на відстані 1,5 км розташоване село Чутівка.
На річці кілька загат.

## Історія
12 червня 2020 року, відповідно до розпорядження Кабінету Міністрів України № 721-р «Про визначення адміністративних центрів та затвердження територій територіальних громад Полтавської області», село увійшло до складу Оржицької селищної громади.
19 липня 2020 року, в результаті адміністративно - територіальної реформи та ліквідації  Оржицького району, село увійшло до складу новоутвореного Полтавського району.

## Політика

### Парламентські вибори, 2019
На позачергових парламентських виборах 2019 року у селі функціонувала окрема виборча дільниця № 530686, розташована у приміщенні клубу.
Результати
- зареєстровано 239 виборців, явка 77,41%, найбільше голосів віддано за «Слугу народу» — 40,00%, за Радикальну партію Олега Ляшка — 22,70%, за Всеукраїнське об'єднання «Батьківщина» — 9,19%.[3] В одномандатному окрузі найбільше голосів отримала Анастасія Ляшенко (Слуга народу) — 23,50%, за Фахраддіна Мухтарова (самовисування) і Олексія Баганця (Всеукраїнське об'єднання «Батьківщина») — по 16,39%[4].

## Економіка
- ТОВ «Райдуга».

## Пам'ятки
- Пам'ятний знак полеглим воїнам-односельчанам[d];
- Пам'ятник воїнам-землякам[d];

## Відомі люди

### Народились
- Гордієнко Сергій Володимирович (1957) — український політик, Народний депутат України 6-го скликання, член фракції КПУ.